# Wu Weian
Wu Weian (吳偉安T, 吴伟安S, Wú WěiānP; Meizhou, 1º settembre 1981) è un ex calciatore cinese, di ruolo centrocampista.